# 中央教育领导小组
中央教育领导小组，是已撤销的中共中央议事协调机构，领导教育工作。

## 沿革
1966年3月8日，中共中央办公厅发出《关于教育办公室工作的通知》，组成以刘少奇为首的中央教育领导小组，办公室的工作由中共中央办公厅政法文教组兼管。随后文化大革命开始，该领导小组停止活动。

## 组成人员
负责人
- 刘少奇